# Leucocarbo georgianus
Il cormorano di South Georgia (Leucocarbo georgianus Lönnberg, 1906) è un uccello appartenente alla famiglia dei Falacrocoracidi diffuso in Georgia del Sud, nelle Sandwich Australi e nelle Orcadi Australi.